# Albert Bonniers pris till Årets företagare
Albert Bonniers pris till Årets företagare är en utmärkelse som delas ut till företagsledare av tidningen Dagens Industri. Den är namngiven efter Albert Bonnier Jr. och instiftades på hans 80-årsdag. Priset ska enligt stadgarna "premiera entreprenöriella, sunda och framgångsrika företag. Vinnaren ska helt eller delvis äga företaget och ha gjort enastående insatser inom svensk företagsamhet".

## Pristagare[1]
- 1987 Henry Jarlsson, Kinnarps
- 1988 Lage Lindh, Lindab
- 1989 Sune Svedberg, Svedbergs samt Krister Jorlén, Nolato
- 1990 Samme Lindmark och Helge Karinen, Karolin Invest
- 1991 Donald Johansson, Älvsbyhus
- 1992 Gunnar Dafgård, Gunnar Dafgård AB
- 1993 Margareta och Kjell Jonsson (företagare), Polarbröd
- 1994 Mikael Karlsson, Axis
- 1995 Peter Wållberg, Bim Kemi
- 1996 Lars Eje Larsson, Connecto
- 1997 Bo Larsson, Trioplast
- 1998 Lillemor och Björn Jakobsson, Babybjörn
- 1999 Jan Stenbeck, Kinnevik
- 2000 Jeannie Chang, Green Computer och Birgitta Brodin, Recepta
- 2001 Öystein Skalleberg, Skaltek
- 2002 Gull-Britt Jonasson, Finja Betong
- 2003 Hasse Wallman, Wallmans Salonger
- 2004 Inga-Lisa Johansson, Daloc
- 2005 Lennart Nyberg, InkClub
- 2006 Ayad Al Saffar, Klockgrossisten i Norden
- 2007 Stig Engström, storägare och grundare av verkstadsbolaget Engcon, Strömsund
- 2008 Bicky Chakraborty, Ägare och VD Elite Hotels of Sweden
- 2009 Rune Andersson, Mellby Gård AB
- 2010 Henrik Ekelund, vd, storägare och grundare av BTS Group AB
- 2011 Stefan Persson, Hennes & Mauritz
- 2012 Torbjörn Bäck och Thomas Karlsson (företagare) Gekås i Ullared
- 2013 Syskonen Gabriella, Christian och Paola Di Luca, ägare av livsmedelsföretaget Gruppo Di Luca
- 2014: Jonny Johansson och Mikael Schiller, Acne Studios
- 2015: Antonia Ax:son Johnson, Axel Johnson.
- 2016: Gustaf Douglas, Latour
- 2017: Pär Svärdson, Adlibris och Apotea
- 2018: Richard och Christoffer Bergfors, Max Burgers AB
- 2019: Johan Skarborg, Academic Work
- 2020: Christer, Christina, Andreas och Bo Stark, Väderstad
- 2021: Carl Bennet, Carl Bennet AB
- 2022: Karin Bodin, Polarbröd
- 2023: Elin Kling och Karl Lindman, Toteme
- 2024: Gerald Engström, Systemair